# Neomochtherus promiscus
Neomochtherus promiscus är en tvåvingeart som beskrevs av Tsacas 1968. Neomochtherus promiscus ingår i släktet Neomochtherus och familjen rovflugor. Inga underarter finns listade i Catalogue of Life.